# Vexillum lincolnense
Vexillum lincolnense is een slakkensoort uit de familie van de Costellariidae. De wetenschappelijke naam van de soort is voor het eerst geldig gepubliceerd in 1878 door Angas.